# Asymptotická analýza
Asymptotická analýza neboli asymptotika je v matematické analýze metoda popisující limitní chování funkcí.
Mohou nás například zajímat vlastnosti nějaké funkce f (n), když n roste nade všechny meze („jde k plus nekonečnu“). V případě funkce f(n) = n2 + 3n, když n roste nade všechny meze, stane se člen 3n nevýznamným v porovnání s n2. O funkci f(n) tedy říkáme, že je „asymptoticky ekvivalentní s n2 pro n → ∞“. Symbolicky to obvykle zapisujeme f (n) ~ n2, a čteme „f(n) se pro n jdoucí k nekonečnu asymptoticky chová jako n2“.
Příkladem významného asymptotického výsledku je prvočíselná věta. Pokud použijeme označení π(x) (které nijak nesouvisí s Ludolfovým číslem pí) pro funkci, jejíž hodnotou pro libovolné x je počet prvočísel menších nebo rovných x, prvočíselná věta říká, že
{\displaystyle \pi (x)\sim {\frac {x}{\ln x}}.}
Asymptotická analýza se často používá v matematické informatice jako nástroj pro analýzy algoritmů, přičemž se jejich složitost často vyjadřuje pomocí Landauovy notace.

## Definice
Jsou-li dány funkce f (x) a g(x), definujeme, že tyto funkce jsou ekvivalentní
{\displaystyle f(x)\sim g(x)\quad ({\text{pro }}x\to \infty )}
právě tehdy, když 
{\displaystyle \lim _{x\to \infty }{\frac {f(x)}{g(x)}}=1.}
Symbol ~ je vlnovka (tilda). Relace je ekvivalence na množině funkcí proměnné x; funkce f a g se nazývají asymptoticky ekvivalentní. Definiční obor funkcí f a g může být libovolná množina, pro kterou je limita definovaná: například reálná čísla, komplexní čísla, kladná celá čísla.
Stejná notace se používá i pro jiné způsoby limitního přechodu: například x → 0, x ↓ 0, {\displaystyle |x|\to 0}. Způsob limitního přechodu často není uveden explicitně, pokud je jasný z kontextu.
Přestože výše uvedená definice je v literatuře běžná, je problematická, pokud g(x) je nulová nekonečně často, když se x blíží k limitní hodnotě. Proto někteří autoři používají alternativní definici, která používá Landauovu notaci:
f ~ g právě tehdy, když
{\displaystyle f(x)=g(x)(1+o(1)).}
Tato definice je ekvivalentní s předchozí definicí, pokud g(x) není nulová v nějakém okolí limitní hodnoty.

## Vlastnosti
Pokud {\displaystyle f\sim g} a {\displaystyle a\sim b}, pak za určitých nepříliš omezujících podmínek,[jakých?] platí:
- {\displaystyle f^{r}\sim g^{r}}, pro každé reálné r
- {\displaystyle \log(f)\sim \log(g)} pokud {\displaystyle \lim g\neq 1}
- {\displaystyle f\cdot a\sim g\cdot b}
- {\displaystyle f/a\sim g/b}

Tyto vlastnosti dovolují, aby asymptoticky ekvivalentní funkce byly v mnoha algebraických výrazech volně zaměňovány.

## Příklady asymptotických vzorců
- Faktoriál

{\displaystyle n!\sim {\sqrt {2\pi n}}\left({\frac {n}{e}}\right)^{n}} – tzv. Stirlingův vzorec
- Partitní funkce

Pro kladné celé číslo n udává partitní funkce p(n) počet rozkladů celého čísla n na součet kladných celých čísel (na pořadí sčítanců nezáleží).
{\displaystyle p(n)\sim {\frac {1}{4n{\sqrt {3}}}}e^{\pi {\sqrt {\frac {2n}{3}}}}}
- Airyho funkce

Airyho funkce Ai(x) je řešením diferenciální rovnice y″ − xy = 0 a je často aplikována například ve fyzice.
{\displaystyle \operatorname {Ai} (x)\sim {\frac {e^{-{\frac {2}{3}}x^{\frac {3}{2}}}}{2{\sqrt {\pi }}x^{1/4}}}}
- Hankelovy funkce

{\displaystyle {\begin{aligned}H_{\alpha }^{(1)}(z)&\sim {\sqrt {\frac {2}{\pi z}}}e^{i\left(z-{\frac {2\pi \alpha -\pi }{4}}\right)}\\H_{\alpha }^{(2)}(z)&\sim {\sqrt {\frac {2}{\pi z}}}e^{-i\left(z-{\frac {2\pi \alpha -\pi }{4}}\right)}\end{aligned}}}

## Konstrukce

### Obecná
Uvažujme
{\displaystyle h(x)=f(x)(1-F(x))+g(x)F(x)},
kde {\displaystyle f(x)} a {\displaystyle g(x)} jsou reálné analytické funkce a {\displaystyle F(x)} je distribuční funkce.
Pak {\displaystyle h(x)} se asymptoticky chová jako {\displaystyle f(x)} pro {\displaystyle x\to -\infty } a jako {\displaystyle g(x)} pro {\displaystyle x\to +\infty }.

### Pro asymptotické chování dané dvěma různými polynomy
Předpokládejme, že hledáme reálnou funkci, která se asymptoticky chová jako {\displaystyle (a_{0}+a_{1}x)} pro {\displaystyle x\to -\infty } a jako {\displaystyle (b_{0}+b_{1}x)} pro {\displaystyle x\to +\infty }. Pak požadovaná asymptotická funkce je
{\displaystyle h(x)=(a_{0}+a_{1}x)(1-F(x))+(b_{0}+b_{1}x)F(x).}

## Asymptotický rozvoj
Asymptotický rozvoj funkce f(x) je vyjádření této funkce pomocí matematické řady, jejíž částečné součty nemusí vždy konvergovat, ale tato řada má takovou vlastnost, že libovolný počáteční částečný součet dává asymptotický vzorec pro f. Myšlenkou je, že zahrnutím dalších členů se popis stále zpřesňuje, jak řád funkce f roste.
Zapsáno symbolicky to znamená, že máme {\displaystyle f\sim g_{1},} ale také {\displaystyle f-g_{1}\sim g_{2}} a {\displaystyle f-g_{1}-\cdots -g_{k-1}\sim g_{k}} pro každé celé k. Vzhledem k definici symbolu {\displaystyle \sim } znamená poslední rovnost, že {\displaystyle f-(g_{1}+\cdots +g_{k})=o(g_{k})} v Landaunově notaci(malé o), tj., že {\displaystyle f-(g_{1}+\cdots +g_{k})} je mnohem menší než {\displaystyle g_{k}.}
Relace {\displaystyle f-g_{1}-\cdots -g_{k-1}\sim g_{k}} nabývá svůj plný význam, pokud {\displaystyle g_{k+1}=o(g_{k})} pro všechna k, což znamená, že {\displaystyle g_{k}} tvoří asymptotickou škálu. V tomto případě někteří autoři zneužívají značení a píší {\displaystyle f\sim g_{1}+\cdots +g_{k}} místo {\displaystyle f-(g_{1}+\cdots +g_{k})=o(g_{k}).} Toto však není standardní použití symbolu {\displaystyle \sim ,} protože neodpovídá definici uvedené v části Definice.
V této situaci relace {\displaystyle g_{k}=o(g_{k-1})} skutečně vyplývá ze zkombinování kroků k a k−1. Odečtením {\displaystyle f-g_{1}-\cdots -g_{k-2}=g_{k-1}+o(g_{k-1})} od {\displaystyle f-g_{1}-\cdots -g_{k-2}-g_{k-1}=g_{k}+o(g_{k})} dostaneme {\displaystyle g_{k}+o(g_{k})=o(g_{k-1}),} tj. {\displaystyle g_{k}=o(g_{k-1}).}
V případě, že asymptotický rozvoj pro nějakou hodnotu argumentu nekonverguje, existuje určitý částečný součet, který poskytuje nejlepší aproximaci, takže přidáním dalších členů by se přesnost snižovala. Když se argument přibližuje limitní hodnotě, počet členů tohoto optimálního částečného součtu se obvykle zvyšuje.

### Příklady asymptotických rozvojů
- Gama funkce :{\displaystyle {\frac {e^{x}}{x^{x}{\sqrt {2\pi x}}}}\Gamma (x+1)\sim 1+{\frac {1}{12x}}+{\frac {1}{288x^{2}}}-{\frac {139}{51840x^{3}}}-\cdots \ (x\to \infty )}
- Exponenciální integrál :{\displaystyle xe^{x}E_{1}(x)\sim \sum _{n=0}^{\infty }{\frac {(-1)^{n}n!}{x^{n}}}\ (x\to \infty )}
- Chybová funkce :{\displaystyle {\sqrt {\pi }}xe^{x^{2}}\operatorname {erfc} (x)\sim 1+\sum _{n=1}^{\infty }(-1)^{n}{\frac {(2n-1)!!}{n!(2x^{2})^{n}}}\ (x\to \infty )} kde m!! je dvojitý faktoriál.

### Zpracovaný příklad
Asymptotické rozvoje se často objevují, když je ve formálním výrazu použita obyčejné řada, která musí používat hodnot mimo svůj obor konvergence. Můžeme například začít s obyčejnou řadou
{\displaystyle {\frac {1}{1-w}}=\sum _{n=0}^{\infty }w^{n}}.
Výraz vlevo má smysl na celé komplexní rovině až na {\displaystyle w=1}, zatímco pravá strana konverguje pouze pro {\displaystyle |w|<1}. Pokud vynásobíme obě strany výrazem {\displaystyle e^{-w/t}} a následně je zintegrujeme, dostaneme
{\displaystyle \int _{0}^{\infty }{\frac {e^{-{\frac {w}{t}}}}{1-w}}\,dw=\sum _{n=0}^{\infty }t^{n+1}\int _{0}^{\infty }e^{-u}u^{n}\,du}.
Integrál na levé straně lze vyjádřit pomocí exponenciálního integrálu. V integrálu na pravé straně po substituci {\displaystyle u=w/t} rozpoznáme Gama funkci. Po vyhodnocení obou integrálů dostaneme asymptotický rozvoj
{\displaystyle e^{-{\frac {1}{t}}}\operatorname {Ei} \left({\frac {1}{t}}\right)=\sum _{n=0}^{\infty }n!\;t^{n+1}}.
Pravá strana zřejmě nekonverguje pro žádnou nenulovou hodnotu t. Pokud je však t malé a řadu vpravo zkrátíme na konečný počet členů, můžeme obdržet docela dobrou aproximaci hodnoty {\displaystyle \operatorname {Ei} (1/t)}. Použitím substituce {\displaystyle x=-1/t}  se všimněme, že {\displaystyle \operatorname {Ei} (x)=-E_{1}(-x)} vede k asymptotickému rozvoji uvedenému výše.

## Asymptotické rozdělení
Asymptotické rozdělení je v matematické statistice hypotetické rozdělení, které je v určitém smyslu „limitním“ rozdělením posloupnosti rozdělení. Rozdělení je uspořádaná množina náhodných proměnných Zi pro i = 1, …, n pro nějaké kladné celé číslo n. Asymptotické rozdělení umožňuje, aby se i zvětšovalo neomezeně, což znamená, že n je nekonečné.
Speciálním případem asymptotického rozdělení je, když se poslední položky blíží k nule, tj. Zi jde k 0, když i roste nade všechny meze. Některé instance „asymptotického rozdělení“ se vztahují pouze na tento speciální případ.
toto rozdělení je založené na pojmu asymptotické funkce, která se čistě přibližuje k nějaké konstantě (asymptotě), když se nezávislá proměnná blíží k nekonečnu. „Čistě“ v tomto smyslu znamená, že pro libovolné epsilon větší než nula existuje nějaká hodnota nezávislé proměnné, od níž se funkce nikdy neodlišuje od uvedené konstanty o více než epsilon.
Asymptota je přímka, ke které se blíží určitá křivka, ale nikdy se s ní neprotíná. Neformálně můžeme tedy říci, že křivka se dotýká asymptoty „v nekonečnu“, ale to není přesná definice. V rovnici {\displaystyle y={\frac {1}{x}},} může y nabývat libovolně malých hodnot, když se x zvětšuje.

## Aplikace
Asymptotická analýza se používá v několika matematických vědách. Ve statistice asymptotická teorie poskytuje limitní aproximace rozdělení pravděpodobnosti vybraných vzorků, například statistiky poměru věrohodnosti a střední hodnotu deviance. Asymptotická teorie však neposkytuje metodu pro vyhodnocování statistik konečných vzorků rozdělení. Neasymptotické meze však poskytují metody teorie aproximace.
K aplikacím asymptotické analýzy patří:
- V aplikované matematice se asymptotická analýza používá pro vytváření numerických metod pro přibližné řešení rovnic.
- V matematické statistice a teorii pravděpodobnosti se asymptotiky používají pro analýzu dlouhodobých nebo velmi rozsáhlých vzorků chování náhodných proměnných a odhadů.
- V matematické informatice v analýze algoritmů pro porovnávání rychlosti algoritmů.
- Chování fyzikálních systémů, příkladem je statistická mechanika.
- V analýze nehod pro identifikaci příčiny srážky pomocí modelování počtů při velkém počtu srážek v určitém čase a prostoru.

Asymptotická analýza je klíčovým nástrojem pro zkoumání obyčejných a parciálních diferenciálních rovnic, které se objevují v matematickém modelování skutečných jevů. Ukázkovým příkladem je odvození rovnice hraniční vrstvy z úplné Navierovy–Stokesovy rovnice popisující tok tekutiny. V mnoha případech je asymptotický rozvoj řízen malým parametrem ε – v případě hraniční vrstvy je to bezrozměrný poměr tloušťky hraniční vrstvy k typické délkové škále problému. Aplikace asymptotické analýzy v matematickém modelování se skutečně často odvíjí od bezrozměrného parametru ε, o kterém lze předpokládat  nebo dokázat, že je malý vůči měřítku řešeného problému.
Asymptotické rozvoje se typicky objevují při aproximaci určitých integrálů (Laplaceova metoda, metoda sedlového bodu, metoda největšího spádu) nebo při aproximaci rozdělení pravděpodobnosti (Edgeworthova řada). Dalším příkladem asymptotického rozvoje, který často nekonverguje, jsou Feynmanovy diagramy v kvantové teorii pole.